# Habří (Moravecké Pavlovice)
Habří (německy Habern) je místní část obce Moravecké Pavlovice. Nachází se v údolí řeky Bobrůvka, v nadmořské výšce 430 m, 5,5 km jižně od Dolní Rožínky. Žije zde zhruba 30 obyvatel.

## Historie
Habří je poprvé zmíněno k roku 1342. Během 16. století zde žily dva a v následujícím století tři svobodné rody. Od počátku 17. století se zde nacházel panský dvůr. V Habří také sloužil mlýn, pila a lihovar. Asi v roce 1832 zde Ignác Částka založil zkujňovací výheň.
Od roku 1960 patřilo Habří pod obec Meziboří, mezi lety 1964–2007 pod obec Strážek.

## Pamětihodnosti
- zvonice a kříž
- statek čp. 1

## Galerie

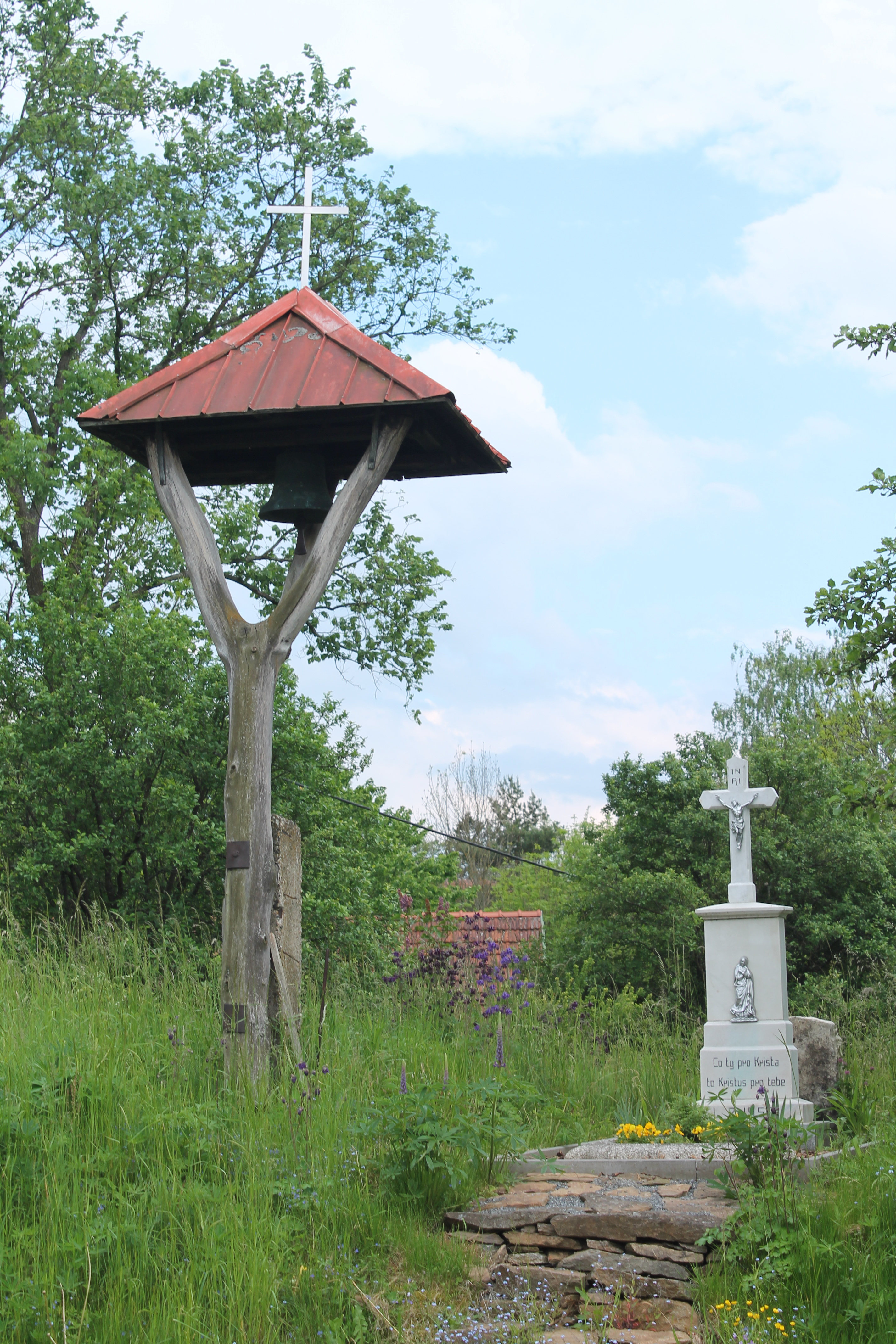
Zvonice a kříž
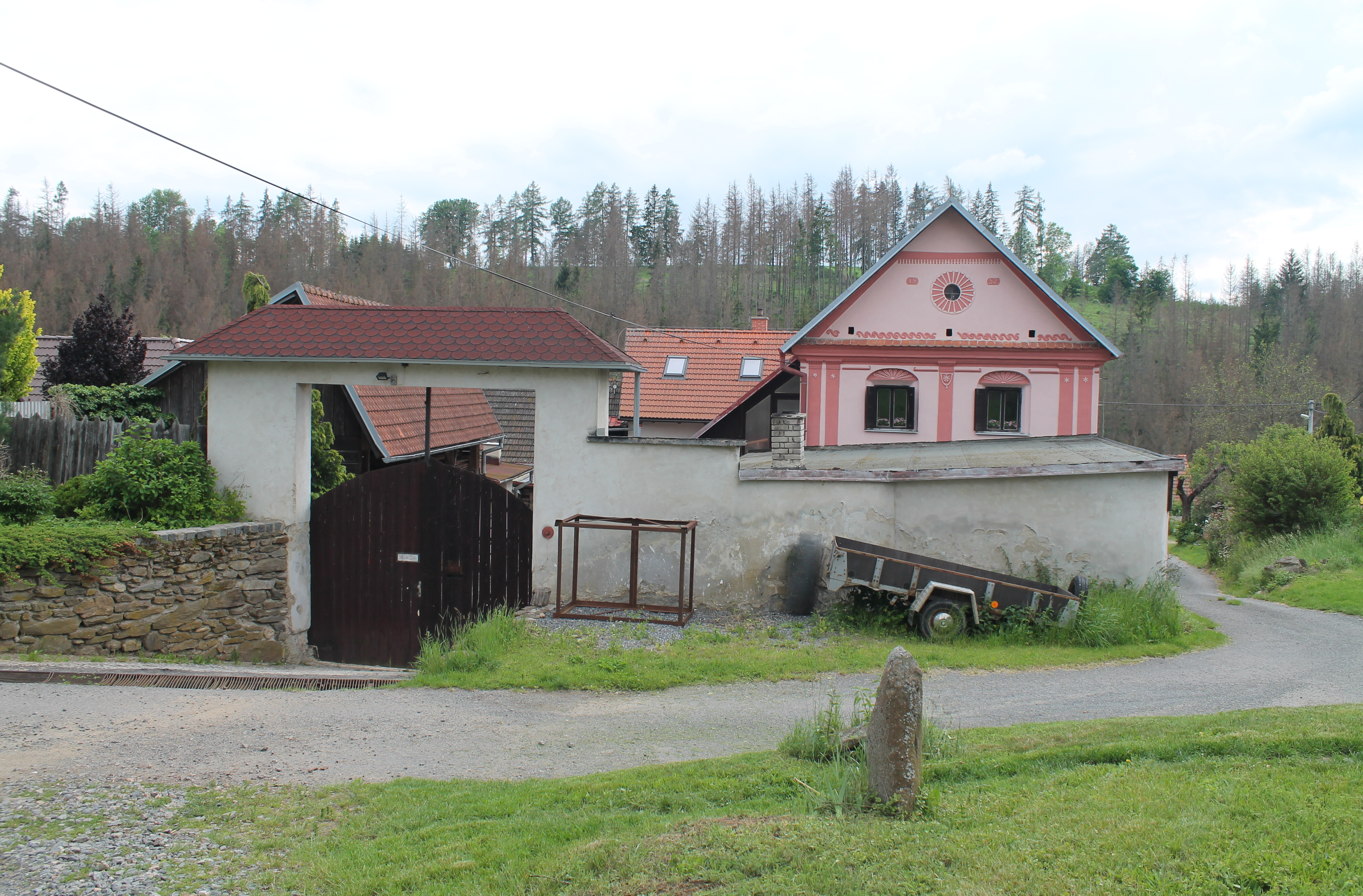
Statek čp. 1
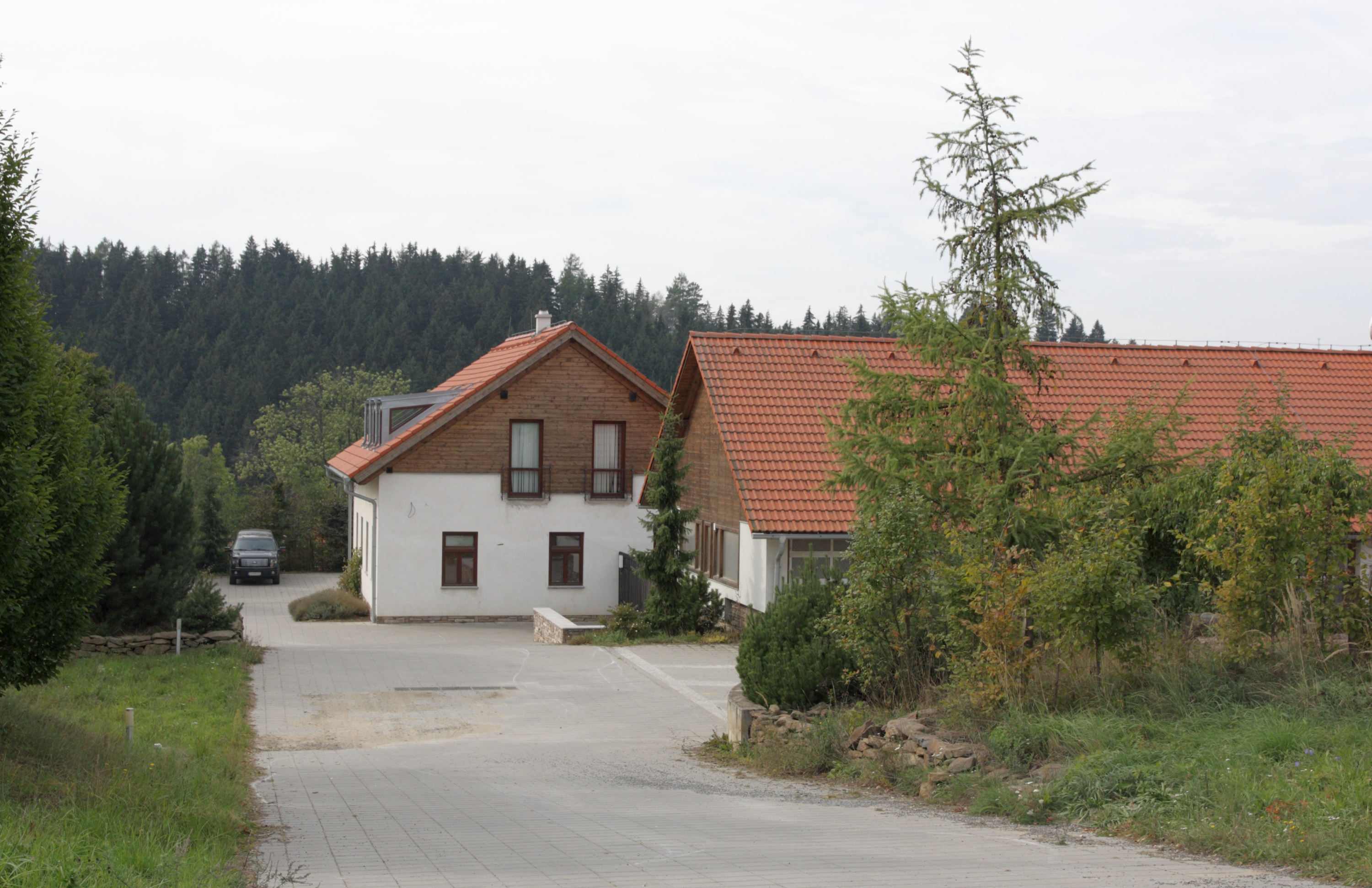
Penzion Habří
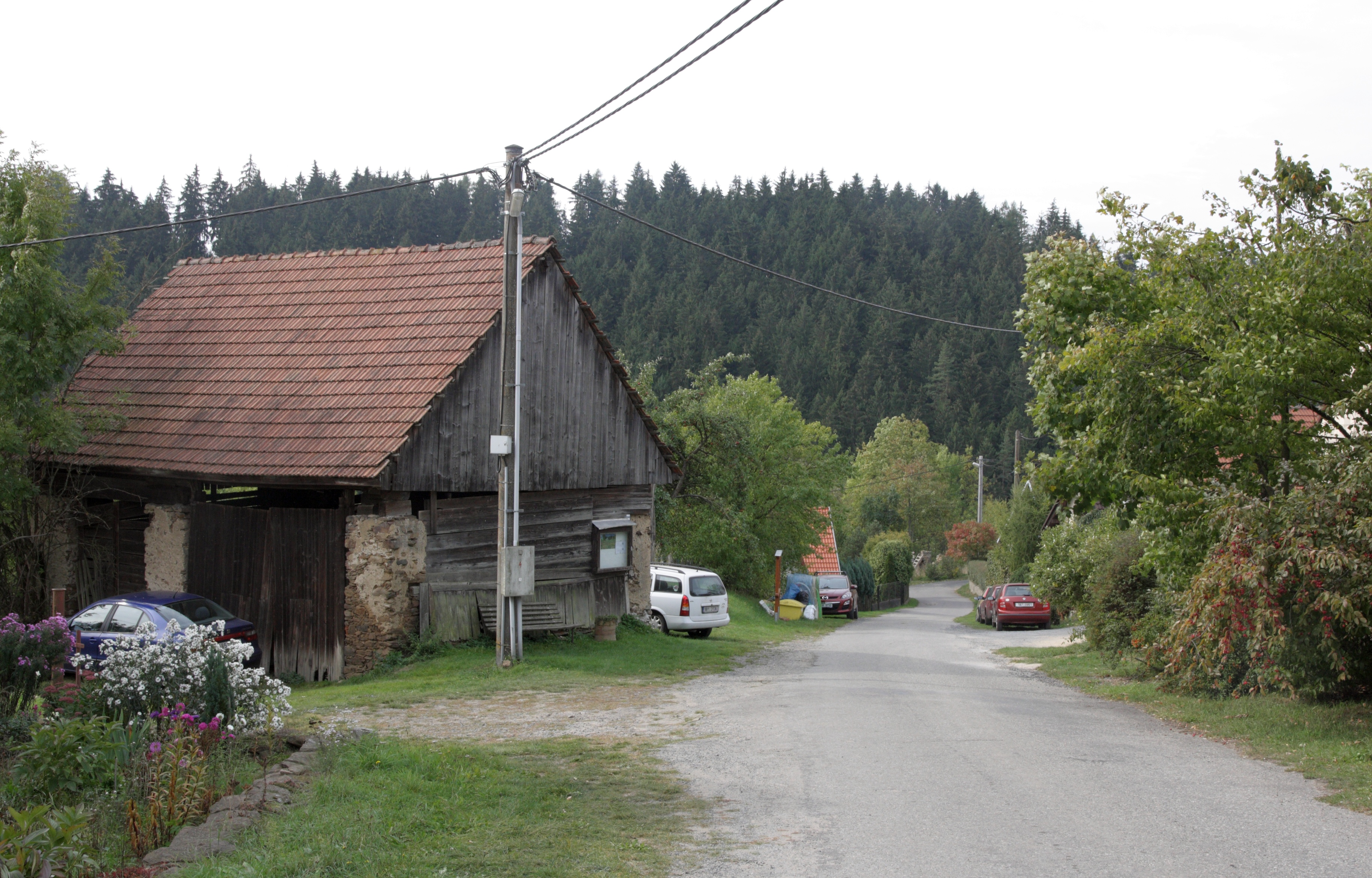
Roubená stodola
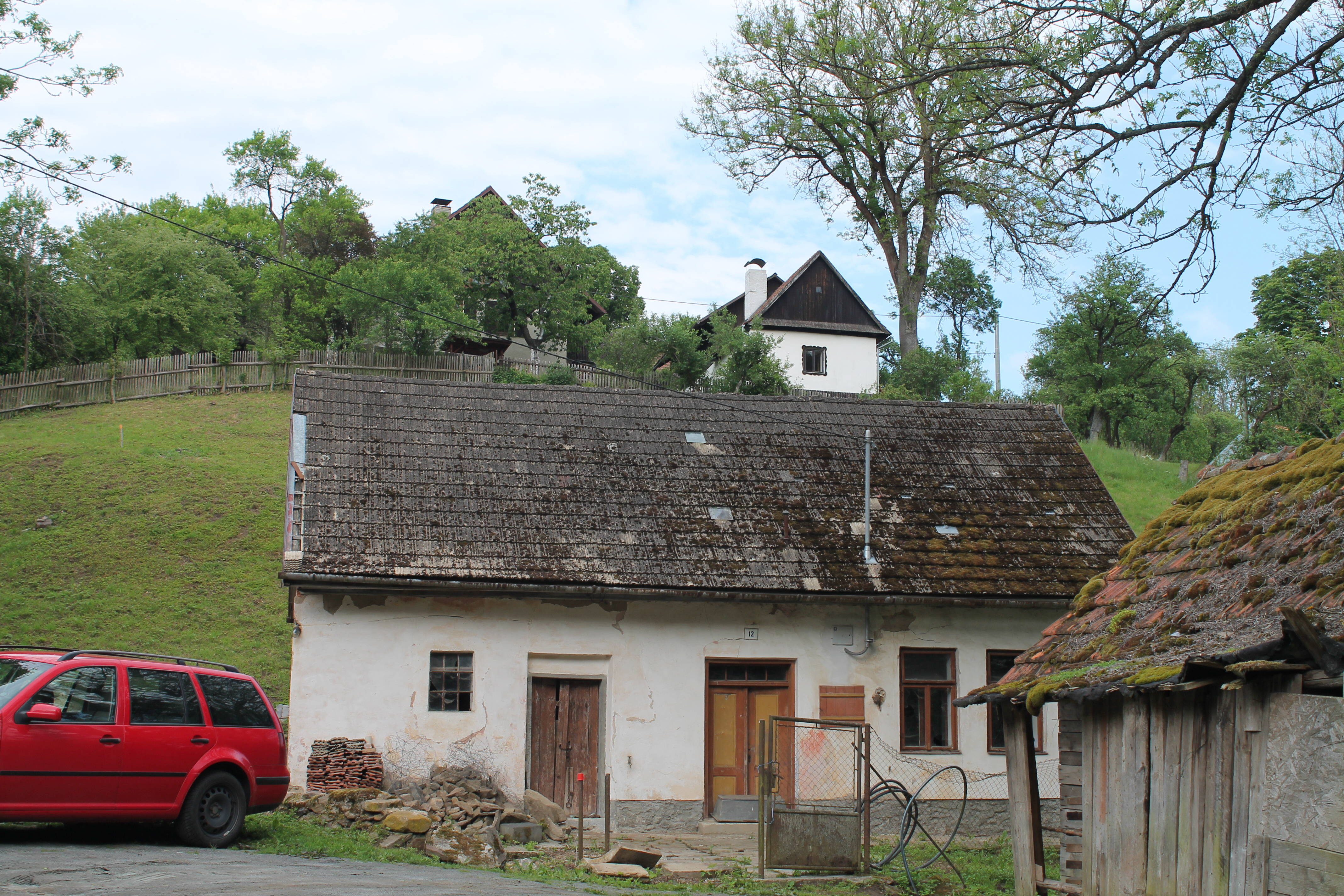
Dolní část Habří
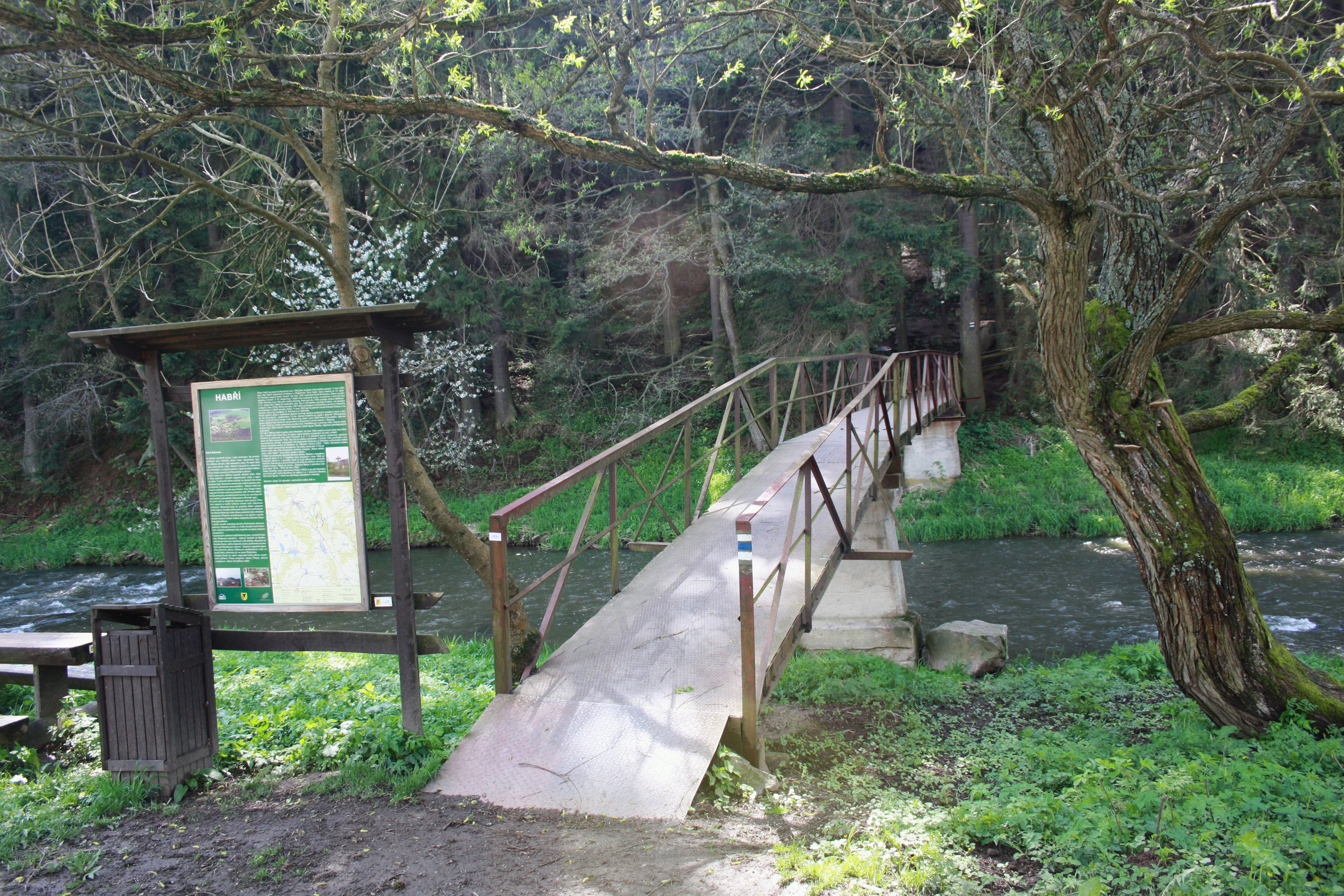
Lávka přes Bobrůvku
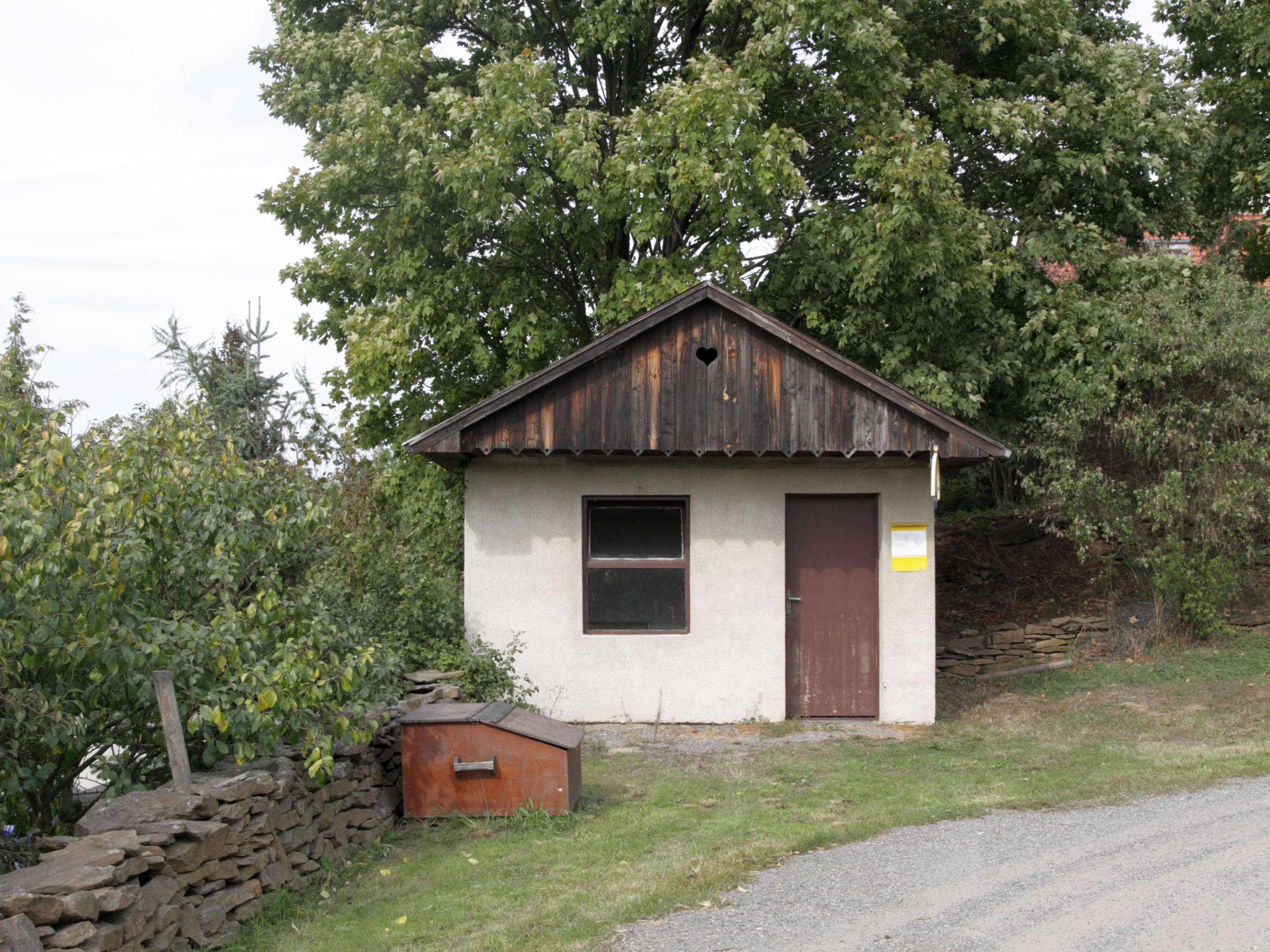
Autobusová zastávka